# جیمز پراید

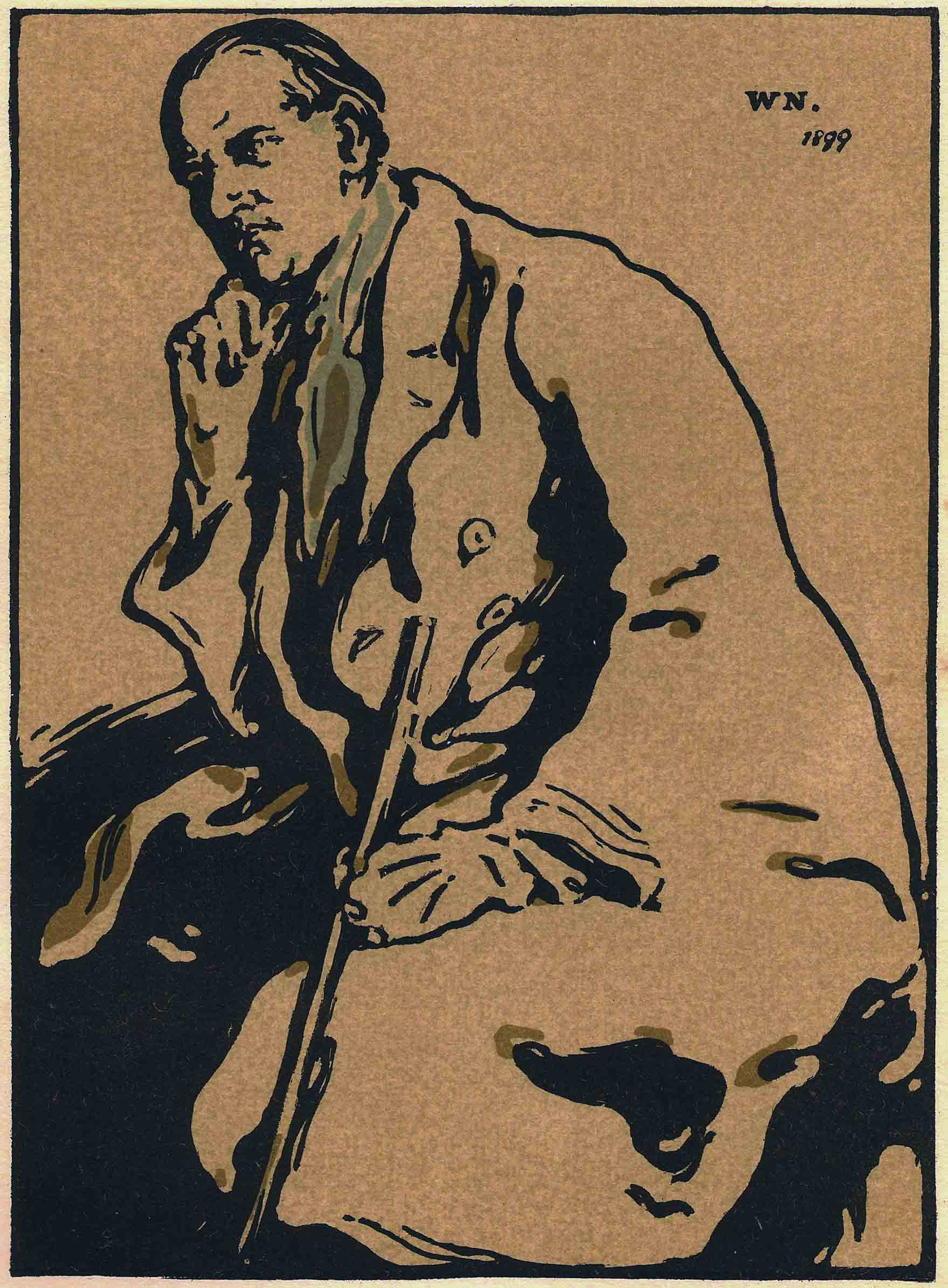
پرتره جیمز پراید اثر ویلیام نیکلسون، حکاکی روی چوب، ۱۸۹۹; منتشر شده در استودیو، ژوئیه ۱۹۰۱

جیمز فریر پراید (۱۸۶۶–۱۹۴۱) هنرمند بریتانیایی بود. تعدادی از نقاشی‌های او در مجموعه‌های عمومی قرار دارد، اما نمایشگاه‌های کمی نیز از آثار او برگزار شده‌است. از او اساساً به خاطر مشارکت هنری‌اش با ویلیام نیکلسون، و برای طراحی پوستر و دیگر کارهای گرافیکی که آنها بین سال‌های ۱۸۹۳ و ۱۸۹۹ خلق کرده‌اند، به نیکی یاد می‌شود که برای سال‌ها تأثیر قدرتمند و گسترده‌ای بر طراحی گرافیک داشت.

## زندگی
جیمز فریر «جیمی» پراید در ۳۰ مارس ۱۸۶۶ در خیابان ۲۳ لندن، ادینبورگ به دنیا آمد. او تنها پسر از شش فرزند دیوید پراید (۱۸۳۴–۱۹۰۷) بود که از سال ۱۸۷۰ تا ۱۸۹۱ مدیر کالج بانوان ادینبورگ بود و همسرش باربارا نی لادر (متولد ۱۸۳۳ یا ۱۸۳۴)، مادر جیمز پراید نیز پدرش برادر دو هنرمند مشهور اسکاتلندی به نام‌های رابرت اسکات لودر و جیمز اکفورد لودر بود. خانواده در سال ۱۸۷۲ به فتس رو شماره ۱۰، در ادینبورگ نقل مکان کردند. پراید در کالج پسران جورج واتسون تحصیل کرد و از سال ۱۸۸۵ تا ۱۸۸۸ در آکادمی سلطنتی اسکاتلند تحصیل کرد؛ جایی که در سال ۱۸۸۴ برای اولین بار در آن نمایشگاه برگزار کرد. در حدود سال ۱۸۹۹ او به پاریس رفت تا زیر نظر ویلیام آدولف بوگرو در آکادمی جولیان درس بخواند، اما آتلیه شلوغ و افتضاح با بوی دود تنباکو، روغن اجاق گاز و عرق انسان نتوانست موجبات رضایت او را فراهم آورد و پس از سه ماه به اسکاتلند بازگشت.  در سال ۱۸۹۰ به لندن رفت و شروع به طراحی نقاشی‌های پاستلی به سبکی تحت تأثیر جیمز مک نیل ویستلر کرد. 
در سال ۱۸۹۹ پراید با ماریان سایمونز، موسیقیدان ازدواج کرد. دختر آنها بتی در سال ۱۹۰۳ به دنیا آمد. این ازدواج با جدایی در سال ۱۹۱۴ به پایان رسید. 